# Tintina (rock)
Tintina es una roca ubicada en la superficie de Aeolis Palus, entre el Peace Vallis y Aeolis Mons (Monte Sharp), dentro del cráter Gale en el planeta Marte. Las coordenadas aproximadas son: 4°35′S 137°26′E / -4.59, 137.44.
Fue encontrada por el rover Curiosity cuando se desplazaba desde su lugar de aterrizaje en Bradbury Landing hacia Glenelg Intrigue en enero de 2013. El rover se desplazó encima de la roca, lo que hizo que la rompieran sus ruedas dejando a la vista una superficie blanca y brillante. Cuando fue analizada esa zona blanca con el espectómetro MastCam del rover, se encontraron señales de estar compuesta por minerales hidratados, como revelan los indicadores de intensidades de reflectancia del infrarrojo cercano del espectómetro. Según los científicos de la misión, las muestras de minerales hidratados eran compuestos de sulfato de calcio hidratado y el "pasado acuoso" del planeta.